# Тамара Джеджева
Тамара Джеджева е българска писателка и журналистка. 
Родена е на на 21 октомври 1929 г. в Поморие. Образование получава в гимназия „Баба Тонка“ в град Русе. След това започва да работи като разпространител на тамошния вестник „Дунавска правда“. Вече придобила качествата на професионален автор, се мести в София. Работи във вестниците „Народна младеж“, „Земеделско знаме“, „Поглед“, списание „Жената днес“ и Радио София. Там с нея работят Владимир Костов, Дамян Обрешков, Кирил Янев др. Забележителен факт е, че тя е първият журналист, написал очерк за Джон Атанасов.
Тамара Джеджева умира на 6 ноември 1973 г. в Тунис (поканена е да отразява международната експедиция в Картаген) при неизяснени обстоятелства. Поетът Недялко Йорданов е твърдо убеден, че става дума за убийство, тъй като гробът ѝ е разравян секретно през 1991 г., без да е уведомен някой за това.

### Книги
- Джеджева, Тамара. Баба Тонка.   София, Отечествен фронт, 1961. с. 24.
- Джеджева, Тамара. Ние, херувимите.   София, Труд, 2003. ISBN 954-528-370-X. с. 158.

### Драми
- Жена от пътищата (1961)
- Лятото, което си отиде (1966)